# Функциональный интеграл
Функциональный интеграл (континуальный интеграл, интеграл по траекториям, фейнмановский интеграл по траекториям, интеграл Фейнмана) — запись или результат функционального интегрирования (интегрирования по траекториям). Находит наибольшее применение в квантовой физике (квантовой теории поля, теории струн и т. д.) и статистической физике, а также при изучении ряда классов стохастических процессов вообще.
Под функциональным интегрированием формально имеется в виду вычисление интеграла некоторого функционала Ф по пространству функций x(t) или какому-то подмножеству такого пространства:
{\displaystyle \int Dx\,\Phi [x],}
который определяется как предел (конечномерного) интеграла по пространству неких конечномерных аппроксимаций функций x(t) при стремлении размерности этих аппроксимаций к бесконечности; обычный и наиболее простой способ заключается в рассмотрении функции x на конечном множестве точек {\displaystyle t_{1},t_{2},\dots ,t_{N}}, определяя тогда функциональный интеграл в простейшем случае равномерного разбиения, которым можно и ограничиться, как
{\displaystyle \lim _{N\to \infty }\int \int \dots \int dx_{1}\,dx_{2}\dots dx_{N}\,\Phi [x_{1},x_{2},\dots ,x_{N}],}
где под {\displaystyle \Phi [x_{1},x_{2},\dots ,x_{N}]} имеется в виду соответствующая аппроксимация функционала Ф[x], интегрирование же подразумевается отдельно по {\displaystyle x_{1},x_{2},\dots ,x_{N}} от {\displaystyle -\infty } до {\displaystyle +\infty } (в случае фиксированных {\displaystyle x_{1}} и {\displaystyle x_{N}} по ним интегрировать не нужно).
Корректность уже этого определения находится под вопросом в том смысле, что не доказано - даже для многих из тех случаев, которые представляют физический интерес, не говоря уж о более общей постановке вопроса - само существование предела (в частности, его одинаковость при выборе разных типов разбиения; более того, в ряде примеров разные типы дают разный результат) и нет во многих случаях способа указания чётких критериев выбора «правильного» типа разбиения, который приведёт именно к нужному результату, а значит корректность определения меры интегрирования не доказана даже для многих из тех случаев, которые представляют физический интерес, по крайней мере в обычном смысле.
Также серьёзную трудность представляет точное вычисление таких интегралов (за исключением гауссова случая).
Тем не менее, уже то, что точно вычисляются хотя бы интегралы гауссова типа, даёт очень много для применения метода функционального интегрирования. В частности, этот результат можно принять за определение функционального интеграла для этого случая и доказать, что, будучи так определённым, он действительно обладает свойствами интеграла: допускает интегрирование по частям, замены переменных и т. д.
Физический смысл функционального интеграла сводится обычно к тому, чтобы вычислить сумму (суперпозицию) некоторой величины (обычно это вероятность для классической статфизики или амплитуда вероятности для квантовой механики) по «всем» траекториям (то есть по всем доступным классической частице в случае броуновского движения и по всем, какие можно вообразить, в случае квантовой механики).
Иными словами, является пределом математического ожидания функционала по случайной траектории.

## Модели
Обычное случайное блуждание способно порождать при переформулировке интеграл по траекториям с определённым действием. Это в общем-то сравнительно очевидно в простых случаях.
Было показано, что подобный способ порождения континуального интеграла с обычным действием работает и в двумерном случае — для получения действия для струны (двумерного объекта, учитывая временное измерение).

## Физические аналогии
Аналогией интеграла по траекториям для точечной частицы является статистическая сумма (статистический вес) для полимерной нити.

## Вычисление

### Точное вычисление
Как уже упоминалось выше, точное вычисление функционального интеграла вида
{\displaystyle \int Dx\,e^{kS[x]},}
где k может быть чисто мнимым в квантовом случае или действительным в случае классической диффузии, возможно лишь в случае, когда он относится к гауссовскому типу, то есть, когда действие S квадратично по x (лагранжиан квадратичен по x и его производным, или, может быть, ещё в некоторых подобных случаях: главное, чтобы S было квадратичной формой, в вещественном случае отрицательно определённой).
Способ сводится к написанию дискретного варианта, в соответствии с определением в начале статьи. Затем (обычные) интегралы, входящие в формулу, точно берутся (как гауссовы), и тогда можно перейти к пределу.

### Численные методы
Вычислительные методы, связанные с нахождением значений континуальных интегралов при помощи ЭВМ, в том числе квадратурные формулы типа формул Симпсона и другие методы, к 2010 году разработаны довольно обширно, хотя используются в основном лишь узкими специалистами и в большинстве своём не известны физикам.

## История
Первое появление интегралов по траекториям относится, по-видимому, к работам Эйнштейна и Смолуховского[уточнить] по теории броуновского движения.
Основы математической теории таких интегралов связаны с работами Винера 1920-х годов. Однако до сих пор строгая и достаточно полная их математическая теория сопряжена с существенными трудностями (связанными с вопросом корректного введения меры на пространстве функций, с проблемой доказательства независимости предела от типа разбиения в достаточно общем случае).
В 1933 году (в работе «Лагранжиан в квантовой механике») Дирак предложил идею использования интеграла по траекториям в квантовой механике.
Фейнман в конце 1940-х годов реализовал эту программу, разработав формализм континуального интеграла, оказавшийся крайне плодотворным в теоретической физике. Это означало появление технически нового (имевшего — кроме чисто технических — и ряд интуитивных преимуществ) метода построения квантовых теорий, ставшего впоследствии едва ли не самым популярным среди теоретиков. Уже сам Фейнман на основе формализма континуального интеграла построил такую базовую технику квантовой теории поля, как диаграммы Фейнмана.
С помощью использования континуального интеграла были получены такие фундаментальные результаты, как, например, доказательство (Фаддеевым и Поповым) перенормируемости теории Янга — Миллса.